# Конница (приток Лекома)
Конница — река в России, протекает в Вохомском районе Костромской области. Устье реки находится в 18 км по левому берегу реки Леком. Длина реки составляет 25 км, площадь водосборного бассейна 105 км².
Исток реки находится северо-восточнее деревни Маслёново в 7 км к северо-западу от посёлка Вохма. Река течёт на юго-запад, в верхнем течении протекает деревни Заречье, Маслёново, Громово, в среднем течении течёт по лесному массиву. Впадает в Леком в черте села Конница.

## Данные водного реестра
По данным государственного водного реестра России относится к Верхневолжскому бассейновому округу, водохозяйственный участок реки — Ветлуга от истока до города Ветлуга, речной подбассейн реки — Волга от впадения Оки до Куйбышевского водохранилища (без бассейна Суры). Речной бассейн реки — (Верхняя) Волга до Куйбышевского водохранилища (без бассейна Оки).
По данным геоинформационной системы водохозяйственного районирования территории РФ, подготовленной Федеральным агентством водных ресурсов:
- Код водного объекта в государственном водном реестре — 08010400112110000041424
- Код по гидрологической изученности (ГИ) — 110004142
- Код бассейна — 08.01.04.001
- Номер тома по ГИ — 10
- Выпуск по ГИ — 0